# Jørgen Leschly Sørensen
Jørgen Leschly Sørensen (Odense, 24 de setembro de 1922 - 21 de fevereiro de 1999) foi um futebolista e treinador dinamarquês, medalhista olímpico. 

## Carreira
Jørgen Leschly Sørensen fez parte do elenco medalha de bronze, nos Jogos Olímpicos de 1948.

## Ligações Externas
- Perfil olímpico